# Свіріков Олександр Георгійович
Олекса́ндр Гео́ргійович Сві́ріков (нар. 1888, Слов'янськ, Російська імперія — пом. 20 листопада 1937, Київ, СРСР) — радянський залізничник українського походження, начальник Південно-Західної залізниці (1936–1937). Репресований сталінським режимом.

## Життєпис
Олександр Свіріков народився у Слов'янську. У галузі транспорту почав працювати у 1903 році на посаді учня слюсаря. Згодом обіймав посади помічника слюсаря (1906), помічника машиніста, ревізора дільниці тягової служби (1920), начальника тягової дільниці (1921–1923), заступника начальника тягової служби (1923–1924), виконуючого обов'язки голови правління (1924), заступника начальника тяги Південно-Західної (1925). Член ВКП(б) з 1918 року.
У 1929 році без відриву від виробництва закінчив Київський політехнічний інститут, отримавши кваліфікацію інженера-механіка. До 1931 року працював начальником відділу управління тяги Народного комісаріату шляхів сполучення СРСР. У травні 1931 року був призначений на посаду начальника служби тяги Південної залізниці, яку обіймав до липня 1935 року, після чого очолив паровозну службу Південно-Західної залізниці. 1 червня 1936 року був призначений заступником начальника Південно-Західної залізниці Олексія Зоріна, а з жовтня того ж року обійняв посаду начальника.
16 липня 1937 року був звільнений з посади за вимогою НКВС, а 16 вересня того ж року за постановою ДТВ ГУДБ НКВС УРСР від 04.09.37 р. заарештований. Засуджений до найвищої міри покарання — розстрілу — вироком Військової колегії Верховного суду СРСР у виїзній сесії в Києві 19 листопада 1937 року. Свірікову було інкриміновано звинувачення за статтями 54-7, 54-8, 54-11 КК УРСР. Розстріляний 20 листопада 1937 року.
19 липня 1957 року Верховний суд СРСР за протестом Головного військового прокурора скасував вирок відносно Свірікова, закрив справу за відсутністю складу злочину та повністю реабілітував його.